# Еллісвілл (Міссісіпі)
Еллісвілл (англ. Ellisville) — місто (англ. city) в США, в окрузі Джонс штату Міссісіпі. Населення — 4652 особи (2020).

## Географія
Еллісвілл розташований за координатами 31°35′53″ пн. ш. 89°12′35″ зх. д. / 31.59806° пн. ш. 89.20972° зх. д. (31.598039, -89.209664).  За даними Бюро перепису населення США в 2010 році місто мало площу 27,54 км², з яких 27,26 км² — суходіл та 0,28 км² — водойми.

## Демографія
Згідно з переписом 2010 року, у місті мешкало 4448 осіб у 1320 домогосподарствах у складі 779 родин. Густота населення становила 162 особи/км².  Було 1490 помешкань (54/км²).
Расовий склад населення:
| - 62,7 % — білих - 35,3 % — чорних або афроамериканців - 0,3 % — азіатів - 0,1 % — корінних американців |

До двох чи більше рас належало 0,8 %. Частка іспаномовних становила 2,2 % від усіх жителів.
За віковим діапазоном населення розподілялося таким чином: 18,3 % — особи молодші 18 років, 67,8 % — особи у віці 18—64 років, 13,9 % — особи у віці 65 років та старші. Медіана віку мешканця становила 31,7 року. На 100 осіб жіночої статі у місті припадало 97,8 чоловіків;  на 100 жінок у віці від 18 років та старших — 94,1 чоловіків також старших 18 років.
Середній дохід на одне домашнє господарство  становив 35 423 долари США (медіана — 23 272), а середній дохід на одну сім'ю — 40 705 доларів (медіана — 29 366). Медіана доходів становила 35 833 долари для чоловіків та 18 295 доларів для жінок. За межею бідності перебувало 39,7 % осіб, у тому числі 44,4 % дітей у віці до 18 років та 26,0 % осіб у віці 65 років та старших.
Цивільне працевлаштоване населення становило 1339 осіб. Основні галузі зайнятості: освіта, охорона здоров'я та соціальна допомога — 40,9 %, роздрібна торгівля — 19,0 %, виробництво — 14,6 %.